# Gott ist mein König, BWV 71
Gott ist mein König, BWV 71 (Déu és el meu Rei des d'antic), és una cantata de Johann Sebastian Bach per a la constitució del Consell Municipal de Mülhausen, estrenada el 4 de febrer de 1708.

## Origen i context
D'autor desconegut, però probablement és de Georg Christian Eilmar, pastor de l'església de Santa Maria, on va estrenar-se – empra diversos textos bíblics. En el cor inicial el versicle 12 del salm 74 Ut quid repulisti in finem, en el segon número, extractes dels llibres de Samuel (19, 35-37) i la sisena estrofa de l'himne O Gott, du frommer Gott de Johann Hermann (1630), al número 3, parts del Gènesi (21, 22) i del Deuteronomi (33, 25), i al quart i sisè números, s'aprofita un altre cop el salm 74 amb els versicles 16, 17 i 19, respectivament.
És una de les cantates més antigues conservades, precedida només per la BWV 106, coneguda també com a Actus tragicus, i la BWV 131. Bach la va escriure quan tenia 22 anys l'any que va passar a Mülhausen, i és l'única cantata impresa en vida de Bach que ha arribat al dia d'avui. El text està clarament relacionat amb el cerimonial de la celebració, amb un tema que exposa el contrast entre la joventut i l'ancianitat com a expressió del saber i la prudència, pròpies del bon governant.

## Anàlisi
Obra escrita per a soprano, contralt, tenor, baix i cor; tres trompetes, timbal, dues flautes de bec, violoncel, dos oboès, fagot corda i baix continu, amb orgue obligat. Consta de set números amb un dispositiu orquestral de grans proporcions.
1. Cor: Gott ist mein König (Déu és el meu Rei des d'antic)
2. Ària (tenor i soprano): Ich bin nun achtzig Jahr (Tinc ja vuitanta anys)
3. Cor:  Dein Alter sei wie deine Jugend (Que la teva vellesa sigui com la joventut)
4. Arioso (baix): Tag und Nacht ist dein (Dia i Nit són teus)
5. Ària (contralt): Durch mächtige Kraft (Amb poderosa força)
6. Cor: Du wollest dem Feinde nicht geben die Seele deiner (No voldràs entregar a l'Enemic)
7. Cor: Das neue Regiment (Al nou Consistori)

L'entrada és una fanfara autèntica plena de joia i força, que es calma en la part intermèdia i retroba la plenitud en l'última secció; en el número següent, una ària de soprano, canta la melodia indicada més amunt i al·ludeix al poder en afirmar que els vells servidors han de deixar els càrrecs i morir a la vora dels seus. El número 3, un cor per a solistes, és una fuga que evoca la continuïtat del poder “Que la teva vellesa sigui com la joventut”, possible al·lusió al conservadorisme del Consistori. En el número 4, el baix acompanyat per les flautes, els oboès i el continu amb orgue obligat reforçat pel fagot, arriba al seu registre més baix en la paraula Nacht (nit). El número 5, és una ària de contralt amb l'orgue, i el text Durch mächtige Kraft (Amb la poderosa força), ve destacat per la fanfara de les trompetes i el timbal. Els dos números finals són dos cors, el primer de caràcter recollit i sever, i en el segon i últim, Bach dona a cada frase del text una expressió pròpia que el converteix en un motet, és especialment interessant la fuga sobre muss täglich von neumen dich, Joseph, erfreuen (Felicitat, Salut i Grans Èxits / T'alegrin de nou cada dia, Josep) referint-se a l'Emperador Josep I d'Habsburg (1678-1711), amb què acaba la cantata amb el suport de les trompetes i timbals. Té una durada aproximada d'uns vint minuts.

## Discografia seleccionada
- J.S. Bach: Das Kantatenwerk. Sacred Cantatas Vol. 4. Nikolaus Harnoncourt, Tölzer Knabenchor (Gerhard Schmidt-Gaden, director), Concentus Musicus Wien, Wilhelm Wiedl (soprano del cor), Paul Esswood, Kurt Equiluz, Lieuwe Visser. (Teldec), 1994.
- J.S. Bach: The complete live recordings from the Bach Cantata Pilgrimage. CD 30: Blasiuskirche, Mülhausen; 23 de juliol de 2000. John Eliot Gardiner, Monteverdi Choir, English Baroque Soloists, Katharine Fuge, Robin Tyson, Christoph Genz, Peter Harvey. (Soli Deo Gloria), 2013.
- J.S. Bach: Complete Cantatas Vol. 1. Ton Koopman, Amsterdam Baroque Orchestra & Choir, Barbara Schlick, Kai Wessel, Guy de Mey, Klaus Mertens. (Challenge Classics), 2005.
- J.S. Bach: Cantatas Vol. 2. Masaaki Suzuki, Bach Collegium Japan, Midori Suzuki, Yoshikazu Mera, Gerd Türk, Peter Kooij. (BIS), 1996.
- J.S. Bach: Church Cantatas Vol. 23. Helmuth Rilling, Gächinger Kantorei, Bach-Collegium Stuttgart, Arleen Augér, Verena Gohl, Lutz-Michael Harder, Siehmund Nimsgern. (Hänssler), 1999.